# Aeropuerto de San Galo-Altenrhein

El Aeropuerto de San Galo-Altenrhein (en alemán: Flugplatz St. Gallen-Altenrhein) (código IATA: ACH - código OACI: LSZR), está situado en Altenrhein, en el Cantón de San Galo, cerca del Lago de Constanza. Es base de la compañía aérea austriaca People's Viennaline.

## Instalaciones

### Terminal
El aeropuerto posee un pequeño terminal de pasajeros y algunos hangares para aviones, como los Embraer 170 , aviones de negocios o aviones de aviación general: como el Cessna 172 . Como no hay pasarela de acceso a aeronaves, se llega a la plataforma del aeropuerto y se utiliza la escalera móvil.

### Pista de Aterrizaje
La pista de aterrizaje asfaltada, en dirección este 10 está equipado con el sistema de aterrizaje instrumental (ILS CAT I). Debido a la corta longitud de la pista principal, esta sólo puede ser utilizada por los más pequeños aviones de pasajeros: como los Embraer E-Jets o los Q Series de Bombardier.

## Aerolíneas y destinos
| Ciudades por países | Nombre del aeropuerto              | Aerolíneas                               | Aeronaves | Frecuencias semanales |         |
| Europa              | Europa                             | Europa                                   | Europa    | Europa                | Europa  |
| Austria             | Austria                            | Austria                                  | Austria   | Austria               | Austria |
| ------------------- | ---------------------------------- | ---------------------------------------- | --------- | --------------------- | ------- |
| Viena               | Aeropuerto de Viena-Schwechat      | People's Viennaline                      | E170      |                       |         |
| Croacia             |                                    |                                          |           |                       |         |
| Pula                | Aeropuerto de Pula                 | People's Viennaline (Estacional)         | E170      |                       |         |
| Zadar               | Aeropuerto de Zadar                | People's Viennaline (Chárter estacional) | E170      |                       |         |
| España              |                                    |                                          |           |                       |         |
| Ibiza               | Aeropuerto de Ibiza                | People's Viennaline (Estacional)         | E170      |                       |         |
| Menorca             | Aeropuerto de Menorca              | People's Viennaline (Estacional)         | E170      |                       |         |
| Palma de Mallorca   | Aeropuerto de Palma de Mallorca    | People's Viennaline (Estacional)         | E170      |                       |         |
| Grecia              |                                    |                                          |           |                       |         |
| Cefalonia           | Aeropuerto de Cefalonia            | People's Viennaline (Estacional)         | E170      |                       |         |
| Preveza             | Aeropuerto de Preveza              | People's Viennaline (Estacional)         | E170      |                       |         |
| Italia              |                                    |                                          |           |                       |         |
| Cagliari            | Aeropuerto de Cagliari-Elmas       | People's Viennaline (Estacional)         | E170      |                       |         |
| Lamezia Terme       | Aeropuerto de Lamezia Terme        | People's Viennaline (Chárter estacional) | E170      |                       |         |
| Nápoles             | Aeropuerto de Nápoles              | People's Viennaline (Estacional)         | E170      |                       |         |
| Olbia               | Aeropuerto de Olbia-Costa Smeralda | People's Viennaline (Estacional)         | E170      |                       |         |

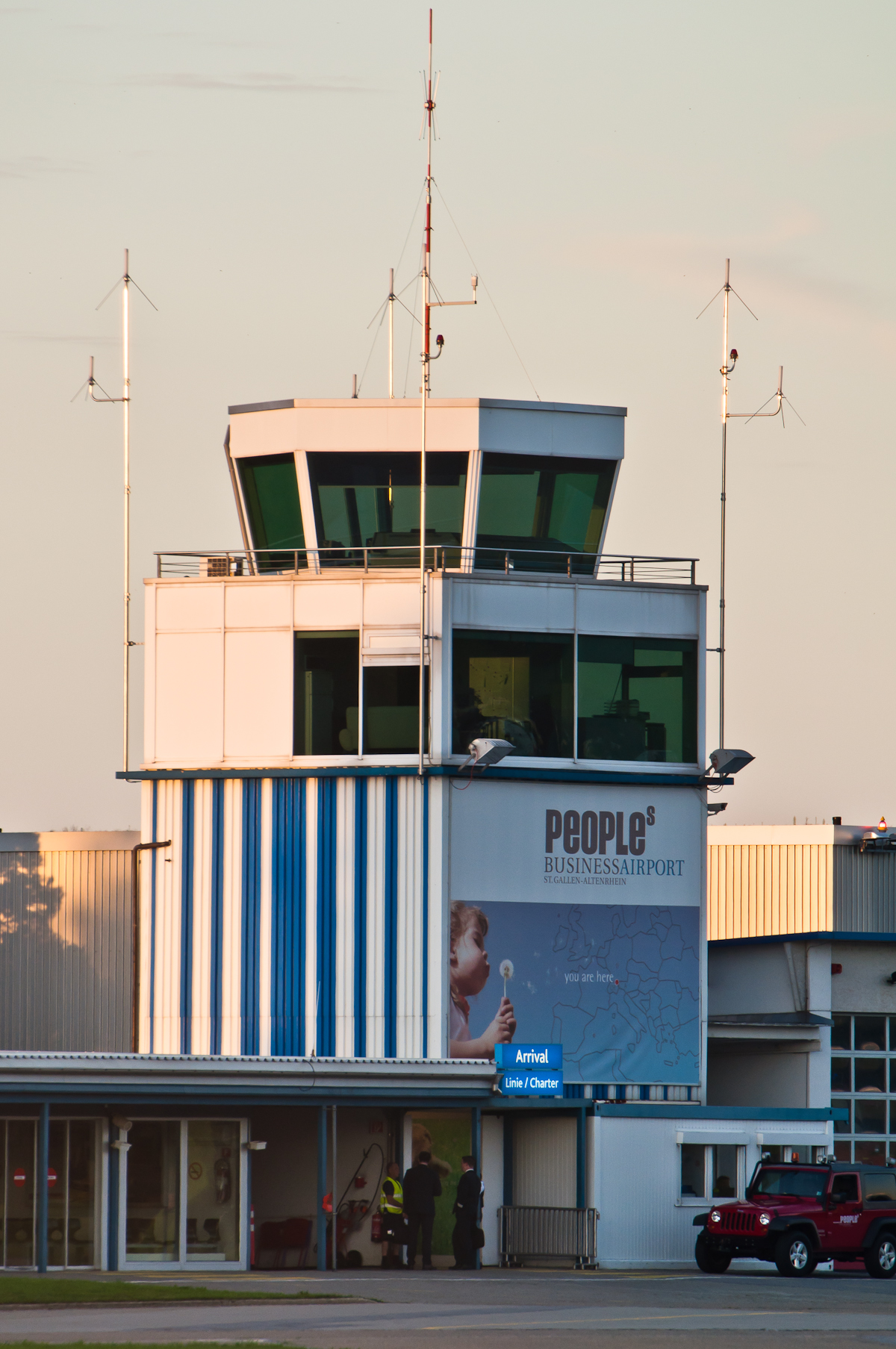
Torre de control.

El aeropuerto más cercano es el Aeropuerto de Friedrichshafen , en Alemania , en el lado opuesto del lago de Constanza, a 45 kilómetros (28 millas) al noroeste por transbordador . El aeropuerto internacional más cercano es el aeropuerto de Zúrich, a unos 100 kilómetros en automóvil hacia el oeste.

## Estadísticas

0 con los Ferrocarriles Federales Suizos.

Ver fuente y consulta Wikidata.

## Formas de llegar al aeropuerto
Al aeropuerto se puede llegar por la autopista A1 (Zúrich - Winterthur, salida Rheineck-Thal). Los taxis y un servicio de transporte están disponibles. Por lo tanto, existe una conexión de autobús programado desde el aeropuerto hasta los pueblos cercanos de Rorschach y Rheineck y sus estaciones de ferrocarril.